# Antonina australis
Antonina australis är en insektsart som beskrevs av Walter Wilson Froggatt 1904. Antonina australis ingår i släktet Antonina och familjen ullsköldlöss. Inga underarter finns listade i Catalogue of Life.